# Tatiana Korsjunova
Tatiana Korsjunova, född den 6 mars 1956 i Ramenskoje, Ryssland, är en sovjetisk kanotist.
Hon tog OS-silver i K-1 500 meter i samband med de olympiska kanottävlingarna 1976 i Montréal.